# 高級
| ウィキペディアには「高級」という見出しの百科事典記事はありません（タイトルに「高級」を含むページの一覧/「高級」で始まるページの一覧）。 代わりにウィクショナリーのページ「高級」が役に立つかもしれません。 |